# Alphons Spring

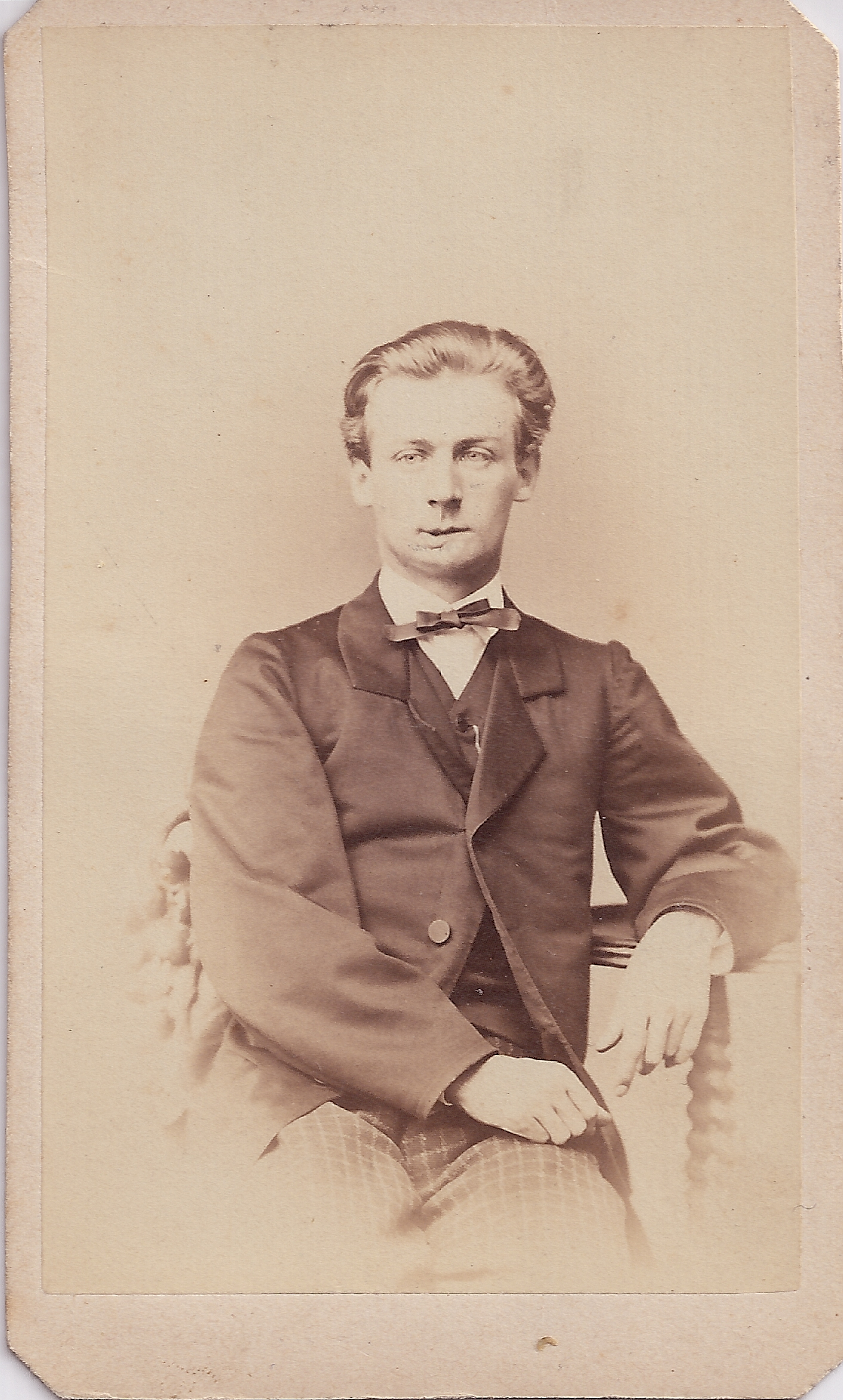
Alphons Spring als junger Mann in Riga o. J.

Alphons Spring (auch Alfons Spring; 18. Maijul. / 30. Mai 1843greg. in Libau in Kurland; † 14. Juli 1908 in Bad Oeynhausen) war ein Genremaler der Münchner Schule.

## Leben
Spring, der seinen Vornamen ab etwa 1878 „Alfons“ schrieb, war der älteste Sohn einer baltendeutschen Familie. Sein Vater war Böttchermeister und Aldermann der Böttchergilde. Nach dem Willen seines Vaters sollte Alphons Spring in St. Petersburg Kaufmann werden, er überzeugte jedoch durch sein zeichnerisches Talent die Eltern und konnte zunächst in St. Petersburg die Stieglitzsche Zeichenschule besuchen, 1863 wurde er an der Kaiserlichen Akademie der Künste in St. Petersburg aufgenommen. Er studierte mit Unterbrechungen und verdiente seinen Lebensunterhalt vor allem durch das Retuschieren von Fotos. 1869 reiste er mit dem Stipendium eines baltendeutschen Gönners nach Tirol und nach München. Am 10. Januar 1871 immatrikulierte er sich an der Akademie der Bildenden Künste München in der Klasse von Wilhelm Diez.
In den Sommermonaten kündigte er laut Melderegister der Stadt München zwischen 1871 und 1880 seine Wohnung, ging auf Reisen und zog beim selben Vermieter zum Spätherbst wieder ein. Eine Zeitlang war er Mitglied der Osternberger Künstlerkolonie. In der Kunstakademie gehörte er 1873 zu den Gründungsmitgliedern der Künstlergesellschaft Allotria. Ein eigenes Atelier richtete er sich um 1880 zunächst in der Brienner Straße ein und ab 1882 bis zu seinem Tod dauerhaft in der Nymphenburger Straße 182. Am 18. Februar 1881 wurde er bei der Brandkatastrophe im Tanzlokal Kil’s Colosseum schwer verletzt aber überlebte als einer der drei Überlebenden der zwölf Schwerverletzten. Im Juni 1887 erhielt er die Staatsangehörigkeit in Bayern und das Heimatrecht in München.

## Werk
Regelmäßig stellte er bei allen größeren Kunstausstellungen in Deutschland aus und gewann viele Medaillen. Er nahm an der Weltausstellung in Paris 1889 teil, die für die Abteilung Deutsche Malerei von Adolph Menzel kuratiert wurde. Auch wurde ein Bild von ihm bei der Weltausstellung in Chicago 1893 gezeigt. Seine Galerien waren die Galerie Heinemann sowie die Galerie Helbing in München und in Düsseldorf die Galerie Stern, in Dresden die Galerie Arnold.
Es lassen sich zwei Skizzenbücher mit Bleistiftzeichnungen und ungefähr 400 Ölgemälde nachweisen. Spring malte altmeisterlich in niederländischem Stil, in den Ölskizzen locker mit Anklängen an Frühimpressionismus. Die Malgründe sind Holz, solide nach Art der Ikonenmalerei verarbeitet, Leinwand, seltener auch Pappe. Die Titel wiederholen sich, bleiben eher im Allgemeinen, unterscheiden sich aber immer in den Formaten, so dass sie sich dadurch gut bestimmen lassen. Die Palette ist reduziert auf die Grundfarben Weiß, Schwarz, Umbra, Ocker und Grüne Erde, Karminrot, Pariser Blau und Indisch Gelb. Seine Themen umfassen neben Porträts mehrfach identisch verwendete Interieurs wie Dachkammern, Keller und Wirtshausstuben, oft mit einem Fenster mit hellem Lichteinfall, jedoch ohne Sicht nach draußen meist auf der linken Seite, die er mit Gegenständen und Personen zu oft humorvollen Genreszenen ausgestaltete. 1873, schon vor Menzel und van Gogh, malte er ein ungemachtes Bett, zeichnete in den Skizzenbüchern Stadtansichten, Holzschuppen, Treppenaufgänge von süddeutschen Bauernhäusern und Details von Möbeln und architektonischen Schmuckelementen. Seine Modelle, vielfach und in verschiedenen Lebensaltern und unterschiedlichen Positionen, sind leicht wiederzuerkennen. Es sind, anders als so oft in der Genremalerei, keine „Typen“, sondern existierende Personen, die, gut zu identifizieren, ihm zum Teil mehrfach und über Jahre immer wieder Modell gesessen haben – Bäuerinnen und Bauern in Tracht, Wirtshausszenen, dazu Szenen aus dem Klosterleben mit Mönchen, Nonnen und Handwerkern. Hervorzuheben ist die mit vielen Besuchern, vor allem Kindern bevölkerte Zoologische Sammlung (in der Alten Akademie) (79 × 127 cm) mit exotischen Vögeln und einem großen Kamel in der Mitte von 1878 oder die Handarbeitsstunde (82 × 160 cm) von 1875 und andere Familienszenen mit Kindern und alten Menschen, dazu Industriearbeiter in ihrer Arbeitswelt, so eine großformatige Hammerschmiede (93 × 123 cm) von 1892. Souverän handhabt er die Perspektive der Innenräume, teilweise mit drei Fluchtpunkten außerhalb des Bildes, schafft eindrucksvoll im engen Raum Tiefe, feinst abgestuft durch Schatten und Lichteinfall in zurückgenommenen Farben.
Alphons Spring war nicht verheiratet und hatte keine Kinder. Sein zwei Jahre jüngerer Bruder Emil, Bierbrauer und Brauereibesitzer in Rostow am Don, starb 1893 durch einen Unfall. Die Schwägerin war wenig an der Familie Spring und an Kunst interessiert und die Neffen und Nichten zu jung, um eigenen Kontakt zu halten. Allerdings ist überliefert, dass Alfons Spring jedem Kind seines Bruders eines seiner Gemälde schenkte. Es ist nicht bekannt, ob er je wieder nach St. Petersburg oder nach Libau reiste. Erhalten ist lediglich ein im Ton familiär vertraut klingender, klagender Brief eines entfernten Verwandten, der seine belastete Situation schildert und bittet, Spring möge sich in München um einen jungen Mann aus dem Freundeskreis kümmern.

## Letzte Jahre

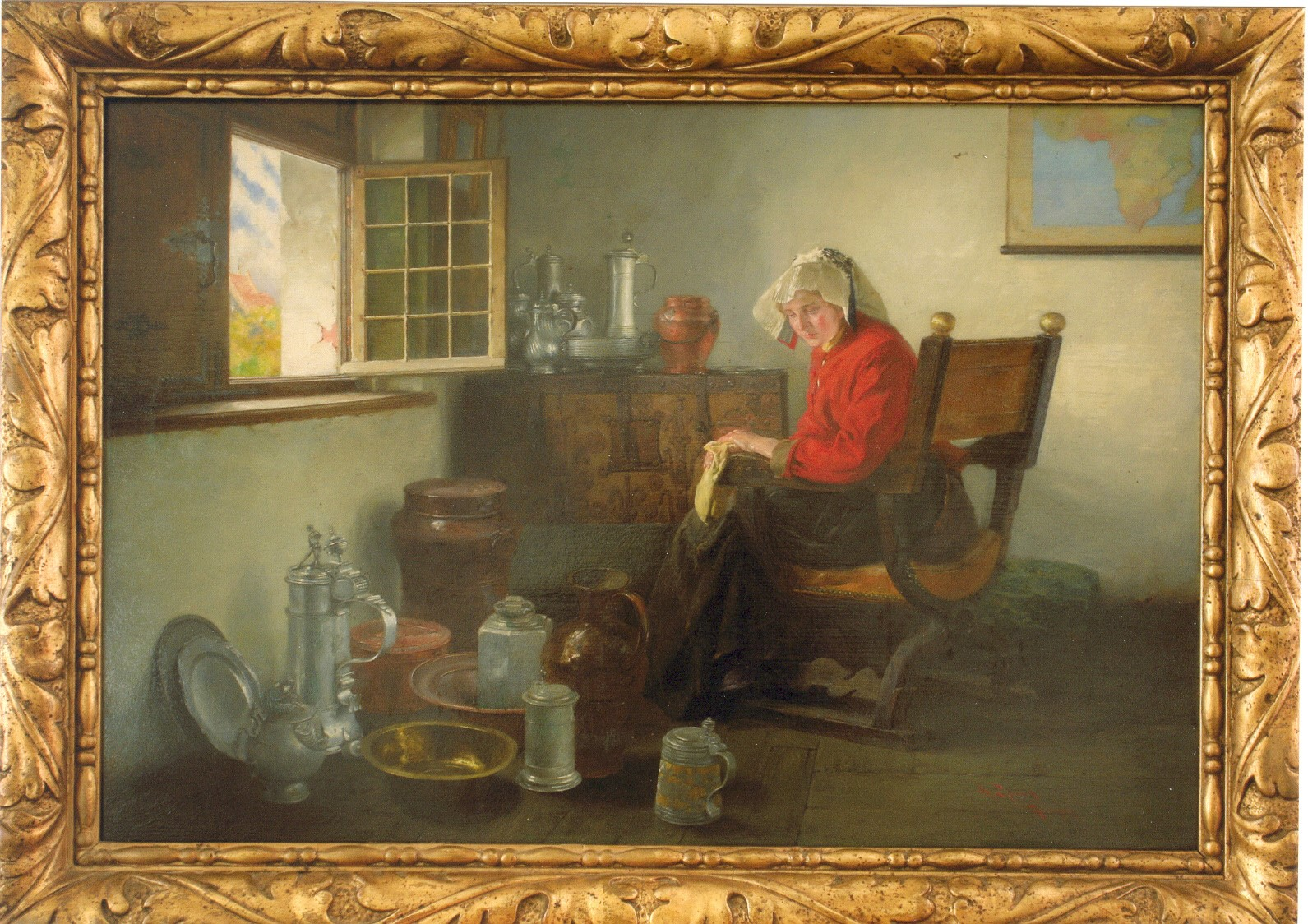
Ein kleiner Putztag, Öl auf Holz, 54 × 37 cm, signiert, o. J.

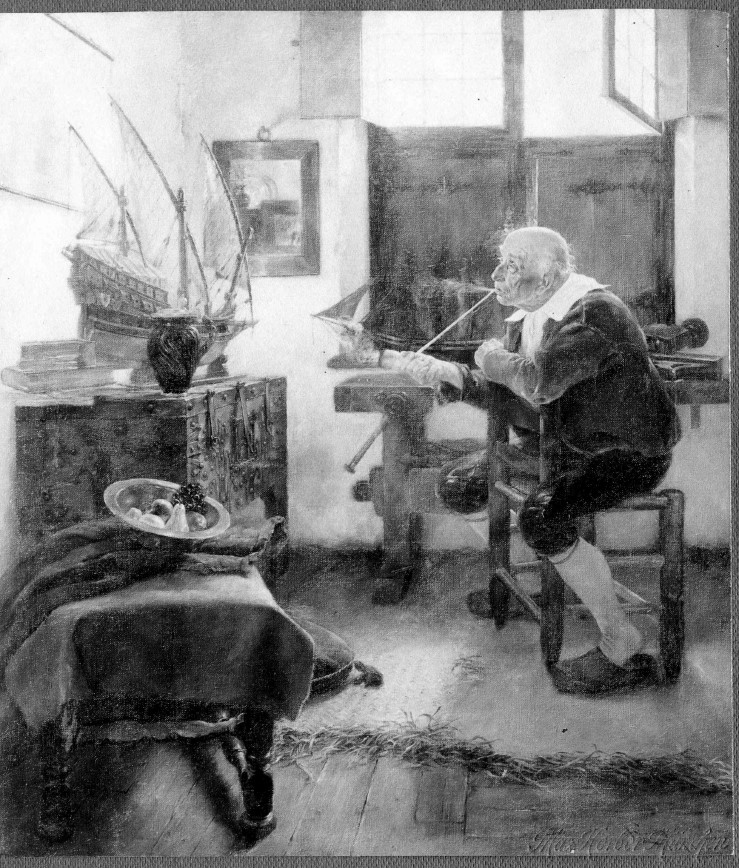
Der alte Schiffsbauer, Öl auf Holz, 80 × 70 cm, Abbildung von Sammlung Schrey / Max Herber, München

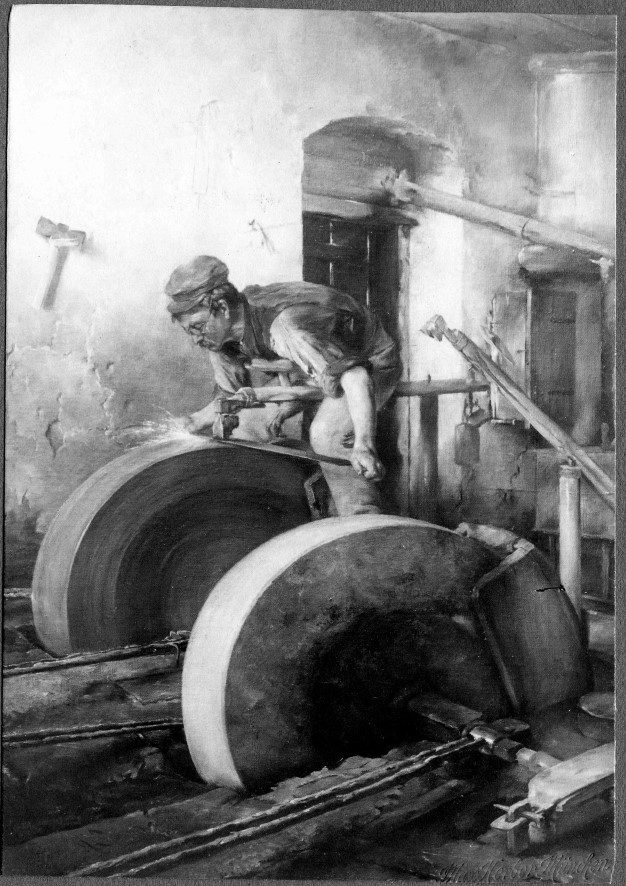
Der Schleifer, Öl auf Leinwand, 100 × 70 cm, Foto aus der Sammlung Schrey / Max Herber, München, Galerie Heinemann, ID 10776, Ort unbekannt

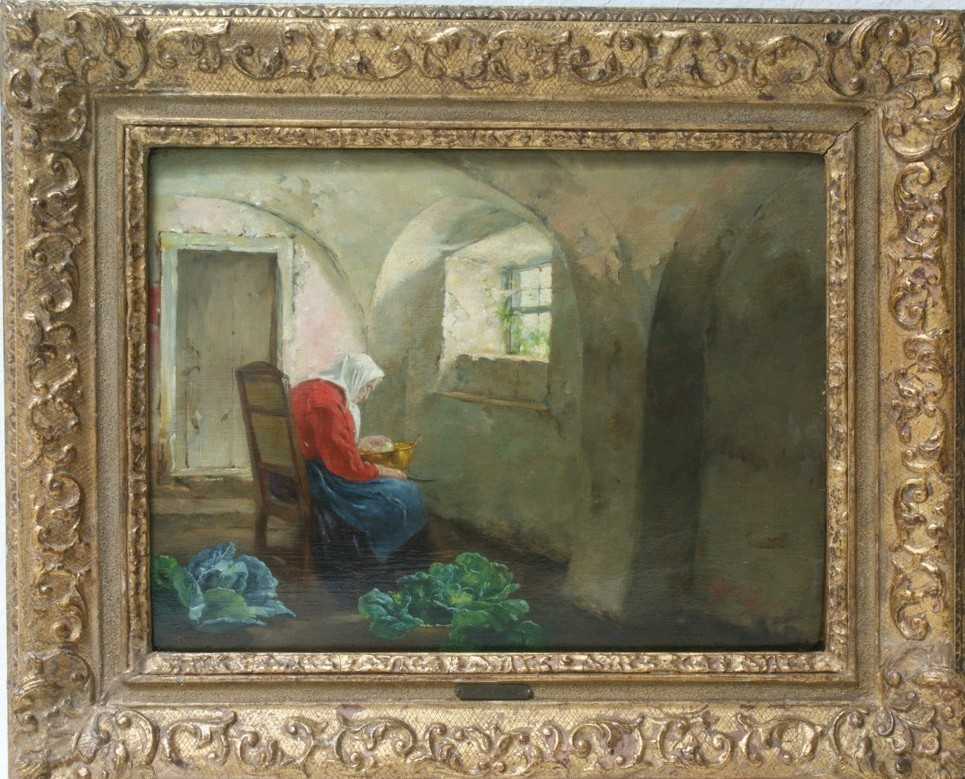
Abendstimmung im Gemüsekeller, Öl auf Holz, 32 × 24 cm, Privatbesitz

1905 stürzte Alphons Spring beim Aussteigen aus der Straßenbahn und erholte sich nicht wieder von den Verletzungen. In der Hoffnung auf Linderung der chronischen Schmerzen reiste er zur Kur nach Bad Oeynhausen, wo er bald nach seiner Ankunft am 15. Juli 1908 verstarb. Die Beerdigung auf dem Waldfriedhof in München am 19. Juli 1908 richtete die Künstlervereinigung Allotria aus. In den Münchner Neuesten Nachrichten vom 21. Juli 1908 wurde erwähnt, dass Gabriel von Seidl die Trauerrede hielt und auch ein Kranz von Kronprinz Rupprecht von Bayern gestiftet wurde. Um den Nachlass kümmerte sich die Künstlergesellschaft Allotria und besonders die Galerie Helbing. Gekauft haben aus dem Nachlass z. B. die Nationalgalerie in Berlin und die Alte Pinakothek in München.

## Teilnahme an Kunstausstellungen
(zum WV siehe Göbel 2011)
- 1879: Münchner Internationale Kunstausstellung (WV 58)[10]
- 1880: Münchner Internationale Kunstausstellung (WV 36)
- 1882: Nürnberger Bayrische Landesausstellung (WV143)
- 1884: Dresdner Ausstellung auf der Terrasse (Herbst) (WV 173)
- 1885: Wiener Jahresausstellung (WV 174 und WV 200)
- 1886: Dresdner Kunstausstellung (WV 175 und WV 176)
- 1886: Berliner Jubiläumsausstellung (WV 153)
- 1888: Münchner Jubiläumsausstellung (WV 177)
- 1889: Pariser Weltausstellung (WV 153)[11]
- 1889: Münchner Jahresausstellung (WV 178 und WV 179)
- 1890: Wiener Jahresausstellung (WV 180)
- 1891: Münchner Jahresausstellung (WV 40 und WV 181)
- 1891: Münchner Jahresausstellung (WV 38 und WV 182)
- 1891: Berlin Internationale Kunstausstellung (WV 40, WV 145)[12]
- 1892: Münchner Internationale Kunstausstellung (WV 95, WV 153, WV 155)[13]
- 1892: Breslauer Ausstellung bei Otto Bauer (WV 183)
- 1893: Münchner Jahresausstellung (WV 13, WV 42)
- 1893: World’s Columbian Exposition Chicago (WV 153)
- 1894: Münchner Jahresausstellung (WV 186, WV 97 oder WV 103)
- 1894: Große Berliner Kunstausstellung (WV 185)
- 1894: Wiener Internationale Kunstausstellung (WV 187)
- 1895: Münchner Jahresausstellung (WV 42, WV 145, WV 191)
- 1896: Münchner Jahresausstellung (WV 142)
- 1896: Berlin Internationale Kunstausstellung (WV 145, WV 97 bzw. WV 103?)
- 1897: Münchner Jahresausstellung (WV 46, WV 193)
- 1898: Münchner Jahresausstellung (WV 145, WV 189, WV 25)
- 1898: Große Berliner Kunstausstellung (WV 42, WV 46)
- 1898: Dresdner Kunstausstellung Arnold (WV 184)
- 1899: Münchner Jahresausstellung (WV 42, WV 45)
- 1900: Kunsthalle Bremen (WV 46, WV 202)
- 1902: Kunsthalle Bremen (WV 81, WV 45)
- 1905: Glaspalast München IX. Internationale Kunstausstellung[14]
- 1908: Kunstverein München, Nachlassausstellung[15]

## Bilder in Sammlungen
- Berlin, Alte Nationalgalerie[16]
- Karlsruhe, Staatliche Kunsthalle[17]
- Kassel, Gemäldegalerie[18]
- München, Neue Pinakothek[19]
- München, Stadtmuseum[20]
- Riga[21]
- Ehemals Rochester, Sammlung William S. Kimball[22]
- St. Albans Museum[23]
- Stettin[24]